# Hans Jessen (Jäger)
Hans Jessen (* 11. April 1910 in Ellund; † 18. Oktober 1996 in Steinfeld im Gebiet Angeln) war ein deutscher Jäger und Jagdhistoriker aus Lindaunis, Schleswig-Holstein.
Hans Jessen wurde als ältester Sohn des Lehrers Jens Jessen geboren. Nach Besuch von Volksschule und Oberschule studierte er an der Pädagogischen Akademie Kiel und legte 1933 sein Erstes und 1936 sein Zweites Staatsexamen ab. Von 1933 bis 1975 war er als Lehrer tätig, unterbrochen durch den Kriegsdienst und Kriegsgefangenschaft 1939 bis 1949. Von 1950 bis 1975 war er Leiter der Volksschule in Lindau (Schleswig). Seit 1954 war er Mitglied des Landesvorstandes und Pressereferent des Landesverbandes Schleswig-Holstein des Deutschen Lehrerbundes.
Jessen war aktiver Jäger. Seit 1953 baute er die Jägerschaft Schleswig mit auf und war anschließend deren Kreisvorsitzender. Er engagierte sich in verschiedenen Bundes- und Landesarbeitskreisen des Deutschen Jagdschutz-Verbandes. Jessen war darüber hinaus Beauftragter für die Jagdgeschichtsforschung im Land Schleswig-Holstein.

## Werke
Seine Hauptwerke sind
- Jagdgeschichte Schleswig-Holsteins. Möller Söhne, Rendsburg 1958.
- Wild und Jagd in Schleswig-Holstein. Möller Söhne, Rendsburg 1988, ISBN 3-87550-100-4. Neuauflage: Christians, 2001.

Darüber hinaus ist er Verfasser von Werken und Aufsätzen zur Jagdgeschichte sowie zur Landesgeschichte Schleswig-Holsteins.